# Uribe (Meta)
Uribe es una población y municipio colombiano situado en el departamento del Meta, al occidente.

## Toponimia
Su nombre corresponde al apellido de Antonio Uribe, uno de los dos socios de la latifundista Compañía Colombia, que con el permiso oficial explotó los inmensos bosques naturales de quina de la región.

## División Político-Administrativa
Además de su Cabecera municipal. Uribe tiene bajo su jurisdicción los siguientes Centros poblados:
- El Diviso
- La Julia

## Historia
La población de Uribe se remonta a 1887 elevado a municipio en 1921 que incluyó el casco urbano de San Juan de Arama según el Decreto N.º 940 de 1921.
En 1925, Uribe dejó de ser municipio, pasando de nuevo a corregimiento intendencias. No obstante, dentro del casco urbano de Uribe como el más antiguo.
Así mismo se reconoce que el desarrollo de la zona fue consecuencia de la búsqueda de petróleo por parte de compañías internacionales, quienes fueron abriendo los caminos que, hoy por hoy, conducen a Uribe.
Sin embargo, se reconoce la colonización desde los años 20 cuando las sociedades Herrera Restrepo y Uribe Hermanos se dedicaron a la explotación del caucho. No obstante, cuando estas compañías perdieron el control, los trabajadores se vieron envueltos en luchas pereciendo muchos de ellos y emigrando otros, sobreviene la quiebra cauchera y aunque los colonos buscan alternativas en la diversificación, la mayoría termina emigrando de esta colonia que en 1920 estaba constituida por una plaza central, dos cables, una escuela y cinco chozas.
Sus antecedentes históricos se remontan aproximadamente al año 1865 cuando la empresa quinera Compañía Colombia, de la sociedad Herrera y Uribe, acordó la construcción de un poblado con el fin de administrar comercialmente los extensos territorios baldíos entregados en concesión por el gobierno, los que eran abundantes en bosques naturales de caucho y en especial de quina, elemento medicinal que por aquellos tiempos guardaba gran demanda en los mercados internacionales.
De esta manera, contrataron al Ingeniero Lucio Restrepo, quien realizó el trazado del caserío. Para facilitar sus actividades extractivas y con el fin de unir a la región del entonces departamento del Tolima con los llanos de San Martín, cuatro años después le encargaron al mismo profesional la construcción de un camino que conectara a los pueblos de Colombia (que debe también su fundación a esta empresa) Uribe y San Juan de Arama.
Al quedar abierta aquella vía, el flujo comercial entre San Marín y la zona central del País se intensificó, por tanto la Compañía Colombia de manera unilateral cobró peaje a los usuarios y avanzó en su campaña latifundista.
Desde mediados del siglo XIX el caserío de Uribe se convierte en el punto poblado más extremo en la parte suroccidental del hoy territorio del Meta. Durante la violencia política de los años cincuenta el caserío fue consumido por un incendio intencional.
Es a partir de 1960 cuando comienza una nueva etapa de crecimiento que le permite alcanzar su estado actual debido al sistema de colonización propio de aquellos años. Se recuerdan como principales protagonistas de esta etapa a los señores Angel María Rojas,Alejandro Pineda y Víctor Baquero, posteriormente llegaron Tarquino Cardozo quien a él le vendió una finca Angel María Rojas, Israel Vargas, Juan Quintero y Manuel Segura.
En su devenir político administrativo ha sido jurisdicción inicialmente de Colombia, San Martín, San Juan de Arama, y luego desde 1.981 de Mesetas.
La mayoría de edad la alcanza en 1990, cuando la ordenanza departamental N.º 037 del 13 de noviembre le otorga la categoría de municipio, vida jurídica que inicia en enero del siguiente año. Su estratégica ubicación sobre la Cordillera Oriental de los Andes, le ha permitido ser sede de innumerables eventos de la historia regional, incluidos hechos de orden público, que en los últimos años le han proyectado en el contexto nacional e internacional.

### Conflicto armado
Durante el gobierno de Belisario Betancur Uribe se convirtió en la zona de negociación entre el gobierno y las FARC.
En la zona rural del municipio quedaba Casa Verde, conocida como el santuario de las FARC, campamento donde reunían los miembros de la comisión de paz del secretariado del grupo insurgente. Debía su nombre a que la casa principal del campamento tenía el techo de color verde. En Casa Verde existía un teléfono rojo que comunicaba con la Casa de Nariño en Bogotá.
En Uribe se firmó en 1984 un cese al fuego tipificado en los acuerdos entre la guerrilla de las FARC y el gobierno colombiano.
Casa Verde desaparece tras el ataque del ejército a finales de 1990 por orden del presidente César Gaviria argumentando que habían roto la tregua pactada en 1984.
En 1998, Uribe se convirtió en parte de la zona de distensión durante el gobierno de Andrés Pastrana para llevar a cabo los diálogos de paz con las FARC.
A pesar de la desaparición de Casa Verde y el fin de la zona de distensión, las FARC siguieron teniendo presencia en la zona.
Tiene operación militar el Batallón de Infantería N.º 29 General Germán Ocampo Herrera, con jurisdicción sobre los municipios de Uribe y Jardín de Peñas en el Meta.

## Geografía
El relieve se presenta en tres formas: montañas en las estribaciones de la Cordillera Oriental que surca al Municipio en su parte norte y occidental el sistema periférico se encuentra en la parte media del Municipio y está formado por dos alturas que son: La sierra de la Chamuza y el alto de la Ahuyama, se caracteriza por ser abundante sus aguas y por sus valles y llanuras en la parte plana del Municipio ubicada entre la Sierra de La Chamuza y el Río Duda, la topografía del terreno le permite a la región contar con casi todos los pisos térmicos por lo tanto hay diversidad de climas que repercuten en variedad de cultivos.

### Límites municipales
Uribe limita con los siguientes municipios, algunos de los cuales son de su propio departamento, el Meta y los demás vecinos con Huila, Caquetá y el Distrito Capital de Bogotá.
| Noroeste: Colombia (Huila) (Alto de las Oseras) | Norte: Bogotá, D.C Localidad de Sumapaz (vereda San José) Cubarral | Nordeste: Lejanías                |
| Oeste: Colombia y Baraya (Huila)                |                                                                    | Este: Mesetas (Río Duda)          |
| Suroeste: San Vicente del Caguán (Caquetá)      | Sur: La Macarena (Río Guayabero)                                   | Sureste: Vista Hermosa (Río Duda) |

## Ecología
En el ámbito Ambiental, la región cuenta con grandes áreas naturales como parque nacional Los Picachos, parque nacional Tiniqua y parque nacional Sumapaz. Sin embargo el proceso de colonización que ha caracterizado esta región, ha ocupado parte del territorio establecido bajo estas figuras de protección.

## Vías de comunicación
- Aéreas: Uribe - Villavicencio vía terrestre desde el Terminal de Transportes. Entre Uribe y Villavicencio también se presta por vía aérea, principalmente con el servicio de monomotores.
- Terrestre:  Servicio de las empresas Cootransariari y Flota La Macarena.